# Aleksander Ford

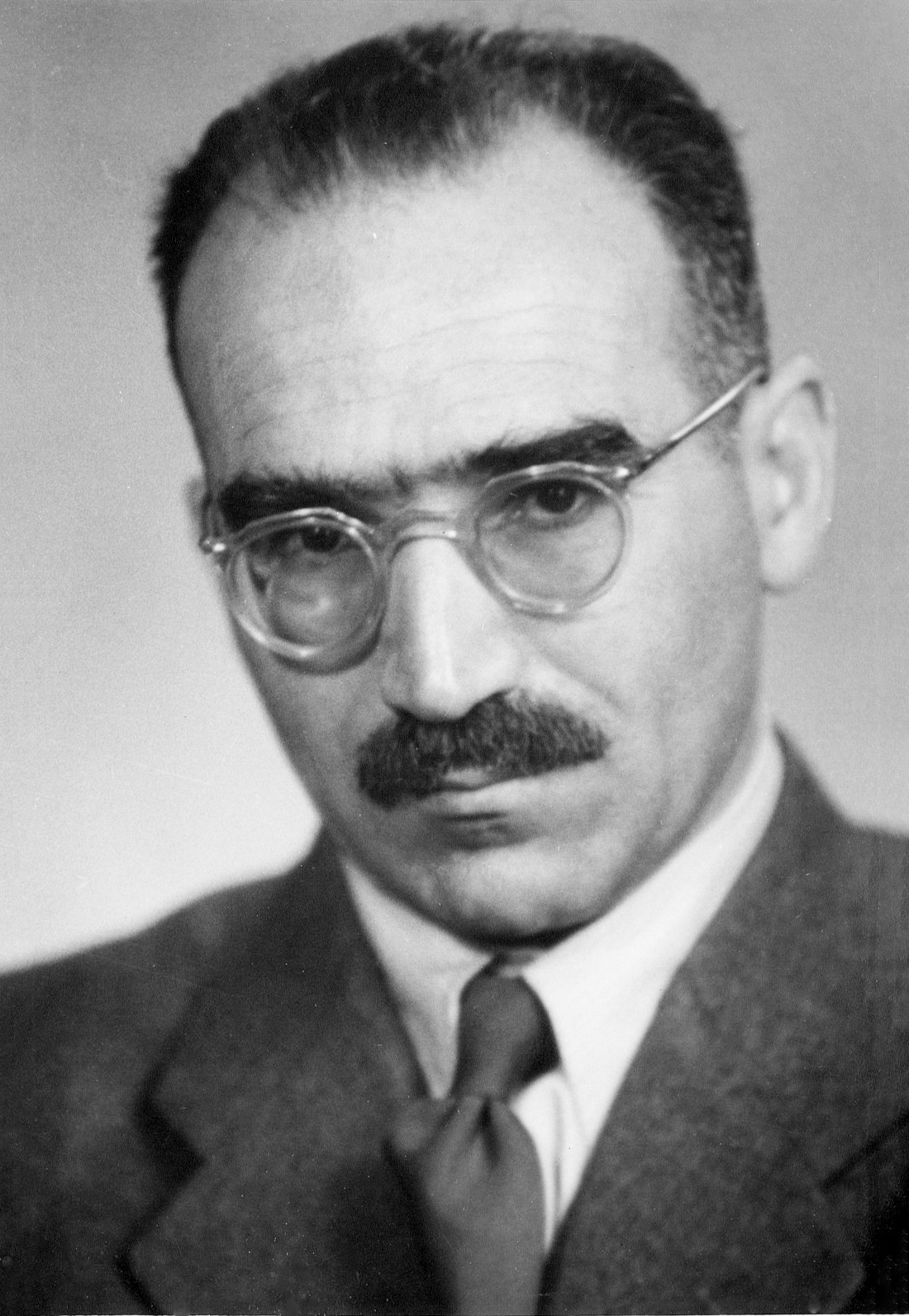

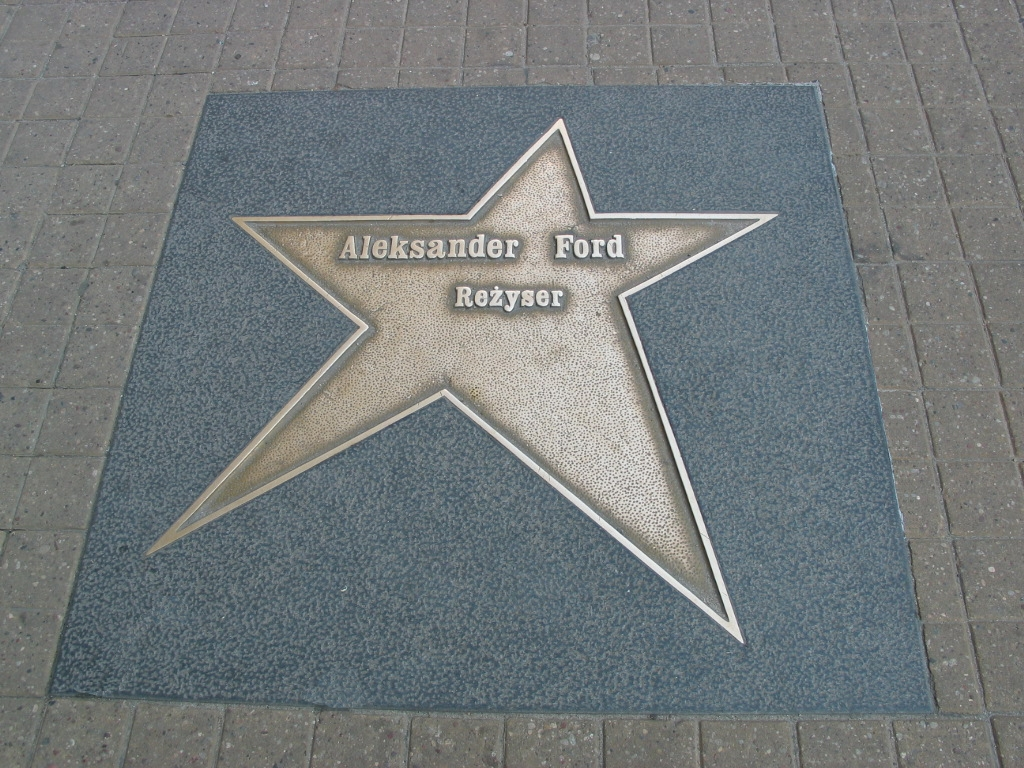
Fords Stern auf dem Walk of Fame in Łódź

Aleksander Ford, russisch Александр Форд, gebürtig Mosche Liwczyc, (geboren 11. Novemberjul. / 24. November 1908greg. in  Kiew, Russisches Kaiserreich; gestorben 4. April 1980 in Naples, Florida) war ein polnisch-jüdischer Filmregisseur.

## Leben
Ford wurde in Kiew geboren, studierte an der Universität Warschau Kunstgeschichte und wurde einer der erfolgreichsten Filmregisseure in Polen zwischen den beiden Weltkriegen. 
Seinen ersten Film drehte er 1929 und gehörte 1930 zu den Gründern der Gesellschaft der Liebhaber des künstlerischen Films (START) in Warschau. Während der deutschen Besatzung Polens im Zweiten Weltkrieg floh er in die Sowjetunion, wo er zwischen 1940 und 1943 Schulungsfilme für die Rote Armee drehte. Nach Polen kehrte er mit Truppen der Roten Armee zurück und zählte zu den Befreiern des KZ Majdanek. 1945 entstand sein Dokumentarfilm Majdanek – Friedhof Europas. Ford war der erste Regisseur, der sich im Nachkriegspolen mit der deutschen Besatzung beschäftigte. An der Filmhochschule in Łódź unterrichtete er in den 1950er Jahren die späteren Regisseure Andrzej Wajda und Roman Polański. Sein bekanntestes Werk ist die Verfilmung des Romans Die Kreuzritter von Henryk Sienkiewicz (1960). 1968 verließ er Polen im Zusammenhang der von antisemitischer Stimmungsmache begleiteten März-Unruhen. Er lebte zunächst in Israel, dann in der Bundesrepublik Deutschland, Dänemark und schließlich in den Vereinigten Staaten.
Aleksander Ford nahm sich am 4. April 1980 in einem Motel in Florida das Leben, nachdem seine zweite Ehefrau die Scheidung eingereicht hatte.

## Auszeichnungen
Internationale Auszeichnungen konnte Ford 1948 in Venedig für Die Grenzstraße, 1952 in Karlovy Vary für Chopins Jugend sowie 1954 in Cannes (Regiepreis) und Edinburgh für Die Fünf aus der Barskastraße erringen. 1951, 1955 und 1964 erhielt er den Staatspreis, 1962 den Preis des Ministeriums für Kultur und Kunst.

## Filmografie (Auswahl)
- 1929: Nad Ranem
- 1932: Die Legion der Straße (Legion Ulicy)
- 1936: Mir kumen on, מיר קומען אָן
- 1945: Majdanek – Friedhof Europas (Majdanek – cmentarzysko) (Dokumentarkurzfilm)
- 1948: Die Grenzstraße (Ulica Graniczna)
- 1952: Chopins Jugend (Młodość Chopina)
- 1954: Die Fünf aus der Barskastraße (Piątka z ulicy Barskiej)
- 1958: Der achte Wochentag (Ósmy dzień tygodnia)
- 1960: Die Kreuzritter (Krzyżacy)
- 1964: Der erste Tag der Freiheit (Pierwszy dzień wolności)
- 1966: Angeklagt nach § 218 (Der Arzt stellt fest…)
- 1974: Sie sind frei, Dr. Korczak